# Fórmulas de Bredt
As Fórmulas de Bredt são utilizadas em cálculos da resistência dos materiais. São fórmulas básicas para o cálculo de elementos de construção de paredes finas e fechados, submetidos a solicitação torcional. Possibilitam o cálculo da resistência à torção e determinação do centro de torção.
Estas fórmulas foram obtidas por Rudolf Bredt e publicadas em 1896.

## 1ª Fórmula de Bredt
{\displaystyle t={\frac {M_{T}}{2\;A_{m}}}}
| {\displaystyle t\ }                                                                                     | : fluxo torcional (constante) em [N/mm] |
| {\displaystyle M_{T}\ }                                                                                 | : momento torçor em [Nm]                |
| {\displaystyle A_{m}\;=\;{\frac {1}{2}}\oint {p(s)\;ds}} \|\|: Área envolvida pela linha média em [mm²] |                                         |

## 2ª Fórmula de Bredt
{\displaystyle \vartheta ={\frac {\oint {\tau (s)\;ds}}{2\;G\;A_{m}}}}
| {\displaystyle \vartheta }                 | : Ãngulo de torção       |
| {\displaystyle \tau (s)={\frac {t}{b(s)}}} | : tensão de cisalhamento |
| {\displaystyle G\ }                        | : Módulo de cisalhamento |

## Resistência à torção (St. Venant)
Das fórmulas de Bredt pode ser obtida uma fórmula para a determinação da resistência à torção de perfis fechados de parede fina. Esta fórmula também é frequentemente citada na literatura como 2ª fórmula de Bredt.
{\displaystyle I_{T}={\frac {M_{T}}{G\;\vartheta }}={\frac {4A_{m}^{2}}{\oint {\frac {ds}{b(s)}}}}}
{\displaystyle I_{T}\ } : Torsionswiderstand (Torsionsflächenmoment 2. Grades)